# Bloudan
Bloudan is een plaats in het Syrische gouvernement Rif Dimashq.